# Kafka a la platja
Kafka a la platja (海辺のカフカ, Umibe no Kafuka) és una novel·la de l'escriptor japonès Haruki Murakami publicada originalment l'any 2002; la seva primera edició en català va arribar l'any 2006. Des de la publicació en anglès l'any 2005, la novel·la ha rebut molt bones crítiques, arribant a ser inclosa a la llista dels 10 millors llibres del 2005 del diari The New York Times.

## Argument
La novel·la narra les vides d'un jove que fuig de casa mirant d'evitar la maledicció d'Èdip i d'un vell amb endarreriment mental fruit d'un accident a la guerra. Tots dos arriben per separat a una biblioteca rural on una dona mira de sobreviure al dolor de la mort del seu xicot quan era jove. Aquesta dona va obrir una porta que comunica amb un altre món, el dels somnis i cal tancar-la perquè deixi de fer mal a la gent que busca la seva identitat.

## Temes
El tema central és el sentit de la vida, que rau en els petits gestos, en la bellesa (tant del paisatge com de la música) i en l'acceptació del propi destí, ja escrit com a la tragèdia grega. Un segon tema rellevant és el qüestionament de la realitat, ja que apareixen elements màgics, els somnis tenen efectes en la vida comuna i es parla constantment d'un altre món on es deixen enrere records i desitjos i, per tant, no es pateix però tampoc no es viu.
La novel·la també parla de la identitat sexual com a part fonamental de la pròpia personalitat, tant en el personatge d'Oshima, un noi amb cos de noia, com en la iniciació amorosa de Kafka, amb incest inclòs. Cadascú pot ser qui triï, independentment de com hagi nascut.
Les referències a la cultura pop, amb icones com el Coronel Saunders del Kentucky Fried Chicken o música rock, s'alternen amb al·lusions a la literatura clàssica (Èdip rei com a estructurador de la trama, el nom de Kafka triat pel protagonista, les cites de Yeats o del Genji monogatari i la presència constant de llibres a la història).

## Altres obres de l'autor
- Despietat país de les meravelles i la Fi del Món
- Tòquio blues
- 1Q84
- El noi sense color i els seus anys de pelegrinatge